# سنتروم لیم
سنتروم لیم (انگلیسی: Centrum LIM) ساختمان اداری تجاری ۴۳ طبقه، مستقر در شهر ورشو، لهستان است، که پروژه ساخت آن در سال ۱۹۸۷ آغاز شد و در سال ۱۹۸۹ به بهره‌برداری رسید.